# Slimane Sissoko
Slimane Sissoko, né le 20 mars 1991 à Créteil, est un footballeur français. Il évolue au poste d'attaquant dans les années 2010.

## Biographie

### Formation et débuts professionnels avortés à Rennes
Né le 20 mars 1991 à Créteil, en région parisienne, Slimane Sissoko est issu d'une famille d'origine malienne. Alors qu'il est âgé de seize ans et évolue sous les couleurs de l'AS Choisy-le-Roi, il est repéré par Marc Luciathe, un recruteur du Stade rennais. Recruté par le club breton, il intègre son centre de formation en juin 2008, et évolue en Bretagne durant trois saisons. Il dispute ainsi 28 rencontres de CFA, et marque onze buts, sans toujours montrer un comportement exemplaire, et après avoir été victime de plusieurs blessures,. Quelques années plus tard, en 2015, l'intéressé reconnaît avoir eu alors une « mentalité de petit con »
En mai 2011, Slimane Sissoko signe un premier contrat professionnel d'une saison en faveur du Stade rennais, ce qui est alors qualifié de « surprise ». Après avoir débuté la préparation estivale à la saison 2011-2012 avec le groupe professionnel, il est vite écarté par Frédéric Antonetti et poursuit sa préparation avec le groupe espoirs. Le club souhaite alors le prêter pour lui assurer du temps de jeu, mais il ne convainc pas le Stade lavallois et son entraîneur Philippe Hinschberger lors d'une rencontre amicale et n'est pas conservé par le club mayennais. Du reste, son contrat est rapidement résilié, dès le mois d'août suivant, en raison d'un désaccord avec le club rennais, ce que le joueur qualifie a posteriori d'« erreur », ayant été « mal conseillé »,,.

### Chômage, National et CFA 2
Après avoir quitté Rennes, Slimane Sissoko reste sans club durant de nombreux mois. Il finit par rebondir à l'US Boulogne, qui l'engage à l'issue d'un test concluant, en juin 2013, mais l'attaquant ne joue finalement que très peu sous les couleurs boulonnaises en National, totalisant quatre rencontres disputés en championnat, sans parvenir à marquer, ayant vu sa saison plombée par une série de blessures. Laissé libre, il s'engage avec un club amateur, Sainte-Geneviève Sports, et évolue en CFA 2 pendant six mois. 
Il est alors repéré par le Vendée Luçon Football, qui le fait signer à la fin du mois de janvier 2015, et lui permet de retrouver le National. Lors de sa première apparition avec le club vendéen, Sissoko marque le but de la victoire contre l'USL Dunkerque. De fait, il se révèle alors en marquant huit buts en l'espace de neuf rencontres avec Luçon, et est remarqué par plusieurs clubs de Ligue 1.

### Débuts en Ligue 1 puis en Ligue 2
Après avoir reçu plusieurs propositions, Slimane Sissoko choisit finalement de s'engager avec le SCO Angers, promu en Ligue 1. Le 11 juin 2015, il signe un contrat de deux ans en faveur du club angevin. Le 8 août 2015, à l'occasion de la première journée du championnat 2015-2016, il fait ses débuts dans l'élite en remplaçant Billy Ketkeophomphone peu avant l'heure de jeu, et donne une passe décisive à Gilles Sunu sur le deuxième but angevin. Pour sa première saison en Ligue 1, il dispute un total de douze rencontres. En juin 2016, un an après son arrivée à Angers, il résilie son contrat, et s'engage avec le Nîmes Olympique, pour y découvrir la Ligue 2, avec la signature d'un contrat de deux ans. Après quelques saisons avec le Nîmes Olympique, il décide de faire une pause parentale.

## Statistiques
| Saison                | Club                    | Championnat           | Championnat | Championnat | Coupe nationale | Coupe nationale | Coupe de la Ligue | Coupe de la Ligue | Total | Total |
| Saison                | Club                    | Division              | M.          | B.          | M.              | B.              | M.                | B.                | M.    | B.    |
| 2011-2012             | Stade rennais FC        | Ligue 1               | 0           | 0           | 0               | 0               | 0                 | 0                 | 0     | 0     |
| 2013-2014             | US Boulogne             | National              | 4           | 0           | 0               | 0               | 1                 | 0                 | 5     | 0     |
| 2014-2015             | Sainte-Geneviève Sports | CFA2                  | 7           | 2           | 0               | 0               | -                 | -                 | 7     | 2     |
| 2014-2015             | Vendée Luçon Football   | National              | 9           | 8           | 0               | 0               | -                 | -                 | 9     | 8     |
| 2015-2016             | Angers SCO              | Ligue 1               | 12          | 0           | 1               | 0               | 0                 | 0                 | 13    | 0     |
| 2016-2017             | Nîmes Olympique         | Ligue 2               | 6           | 2           | 0               | 0               | 0                 | 0                 | 6     | 2     |
| Total sur la carrière | Total sur la carrière   | Total sur la carrière | 32          | 10          | 1               | 0               | 1                 | 0                 | 34    | 10    |